# Firefox Focus

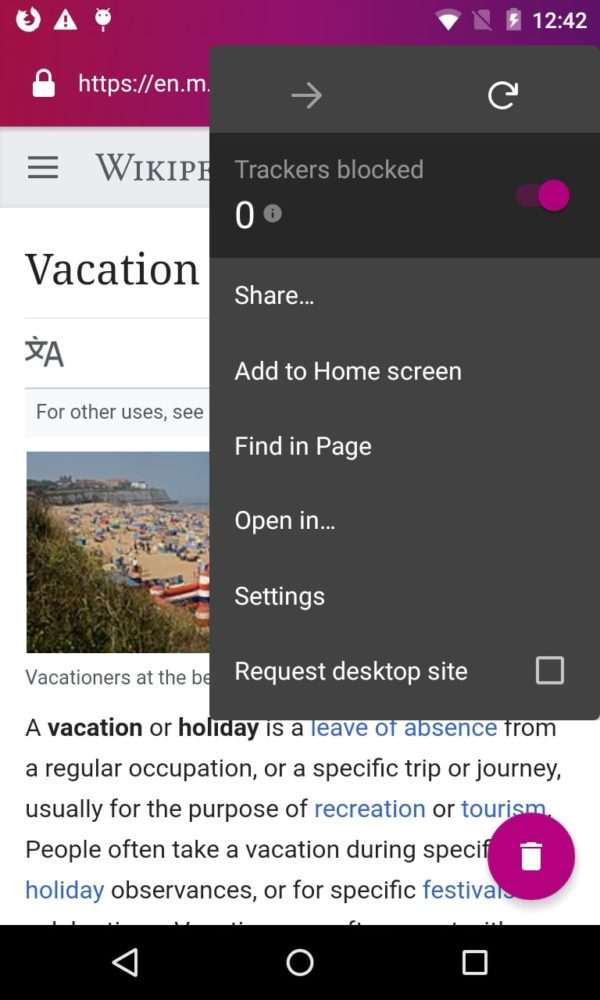

Firefox Focus es una aplicación que presentó Mozilla para iOS y posteriormente se creó una versión para Android y que tiene como fin hacer que las páginas que visites no recolecten ningún tipo de información más que la necesaria; además, esa acción de Firefox Focus hace que todo cargue más rápido haciendo hincapié en la privacidad del usuario.
Este navegador para iOS tiene un bloqueador de rastreadores responsables de que te persigan anuncios a lo largo y ancho de la web, bloqueador de anuncios integrado, bloqueador de popups, y no almacena usuarios ni contraseñas. Además, al reducirse la cantidad de anuncios y trackers de una web, la velocidad de carga mejora considerablemente. Como consecuencia, la cantidad de datos consumidos es menor, algo muy relevante en situaciones de baja cobertura o cuando está a punto de finalizar nuestra tarifa de datos.
Focus no solo aboga por la privacidad de las web que visitamos sino también por la simpleza. No existen las pestañas, de modo que no podrás acumular decenas de ellas abiertas desde hace meses y tampoco cuenta con complicados menús.

## Características
- Bloqueador de rastreadores.
- Bloqueador de anuncios integrado.
- Bloqueador de popups.
- No almacena usuarios ni contraseñas.